# Spartina maritima

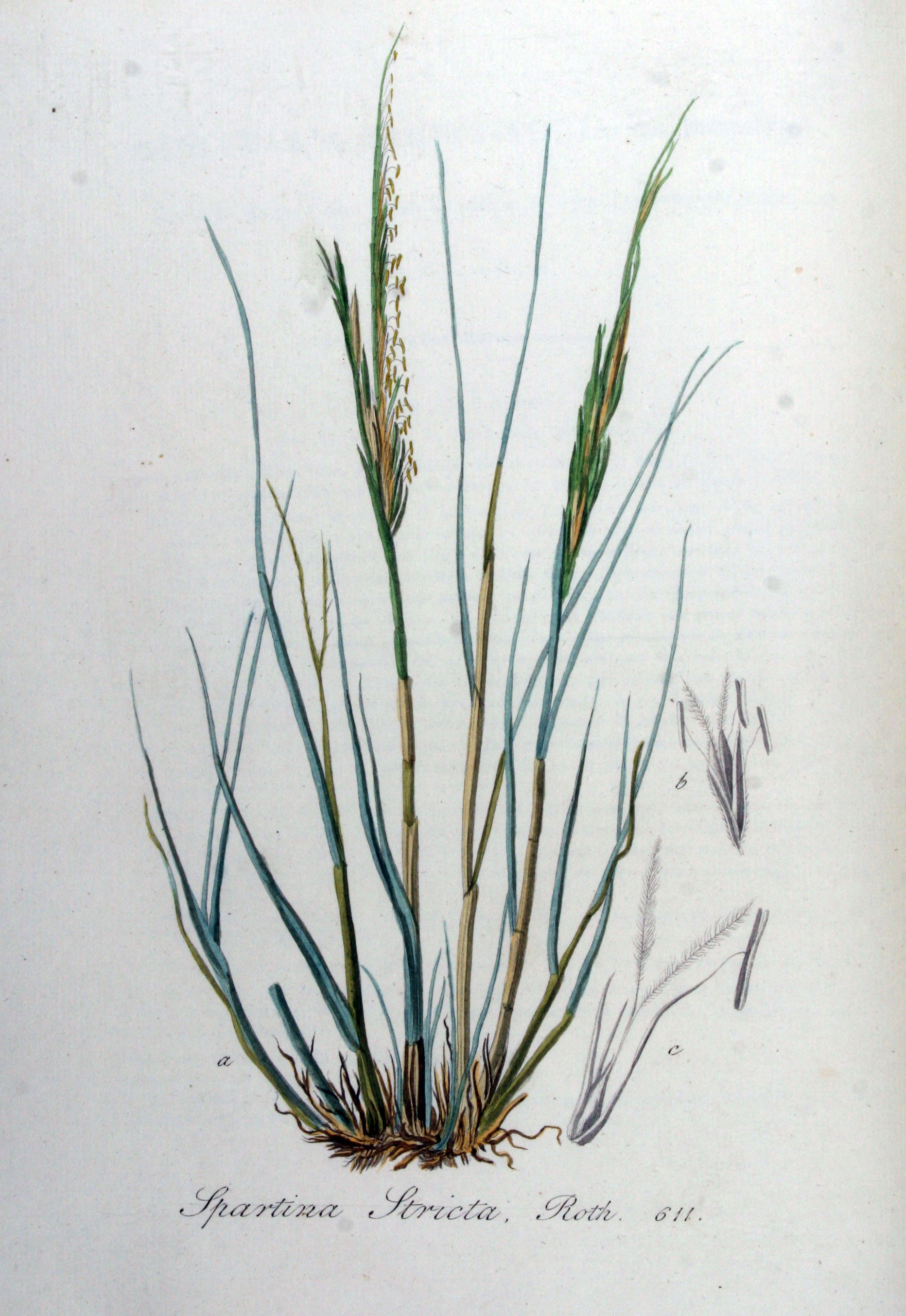
Ilustración de Flora Batava

Spartina maritima,   (hierba salada, borraza) es una especie de espartillo nativo de las costas del oeste y sur de Europa,  oeste de África, desde Bélgica al sur de Inglaterra,  sur de Irlanda, y hacia el sur a lo largo de las costas del Atlántico,  Marruecos y las costas del mar Mediterráneo. También hay poblaciones en las costas atlánticas de Namibia y de Sudáfrica.

## Descripción
Es una herbácea perenne rizomatosa, tallos erectos, herbáceos, robustos y foliados, creciendo 2-7 dm de altura, verdes en primavera y verano, volviéndose pardos claro en otoño y en invierno. Hojas envainadoras, liguladas, paralelinervia, finas, 1-3 dm] de longitud, y 0,5-1 cm de ancho en la base, estrechándose hacia la punta. Lígula de pelos de 0,2-0,5 mm; da flores verdosas, tornándose pardas hacia el invierno;  hermafroditas, en una inflorescencia de 5-15 cm, cilíndrica y generalmente formada por 2 a 4 espigas de 4 a 10 cm; éstas portan numerosas espiguillas unifloras, con glumas desiguales, pelosas. Flores de 3 estambres,  anteras de 4 a 6 mm,  ovario súpero unilocular con un solo primordio seminal, 3 estigmas plumosos. Fruto cariópside, comprimida, glabra. Semillas en todos los lados de las ramas.

## Reproducción
Su multiplicación es inviable por semillas (aún se desconoce el por qué), y sólo se produce por fragmentación de rizomas.

## Hábitat
En suelo limoso muy húmedo, y de salinidad elevada, cubiertos en las pleamares. Vive perfectamente en el infraestero: en la marisma externa halófila, de estuarios con influencia de mareas grande. 
Especie sensible a la alteración de su hábitat. Dado el ambiente donde sobrevive en la única localidad asturiana, pueden derivarse amenazas con actividades que alteren la población: rellenos, nuevos cultivos marinos, etc.  

### Hibridación y deterioro
Cuando la especie emparentada americana Spartina alterniflora fue introducida al sur de Inglaterra cerca de 1870, se hibridó con S. maritima dando el híbrido Spartina × townsendii. Y luego dio una nueva especie alotetraploide Spartina anglica, mucho más vigorosa, y que se expandió extensamente respecto de su padre S. maritima, en el oeste de Europa, hasta llegar a ser una maleza.

## Taxonomía
Spartina densiflora fue descrita por (Curtis) Fernald y publicado en Voyage Autour du Monde 2(2): 14. 1829.
Etimología
Spartina: nombre genérico que deriva de las palabras griegas spartine (una cuerda hecha de esparto, Spartium junceum), refiriéndose a las hojas fibrosas.
maritima: epíteto latíno que significa "cercana del mar".
Sinonimia
- Trachynotia stricta   (Aiton) DC.   in Lam. & DC.   [1805]
- Spartina stricta var. triplex Gray [1821]
- Spartina stricta (Aiton) Roth [1800]
- Spartina maritima subsp. stricta (Aiton) St.-Yves [1932]
- Paspalum strictum (Aiton) Brot. [1816]
- Dactylis stricta Aiton [1789]
- Dactylis cynosuroides Loefl. [1758]
- Cynodon pungens Raspail [1825]
- Spartina pungens (Rich.) P.Beauv. [1812]
- Limnetis pungens Rich. in Pers. [1805]
- Dactylis maritima Curtis[4][5]
- Dactylis maritima Curtis[6]